# Доу (архітектура)

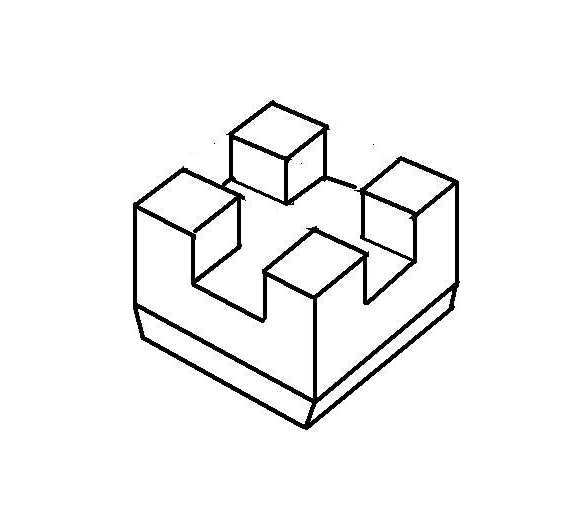
Зображення доу

Доу — елемент китайської архітектури доу-ґун. Має вигляд кубоподібного дерев'яного бруска зі скошеними внизу гранями, в якому вирізані пази для кріплення ґуна. Доу та гуни за традицією скріплювалися без використання клею та цвяхів, тому вимагали високою точності теслярської роботи.